# Уналашка (Аляска)
Унала́шка (англ. Unalaska, алеут. Iluulux̂ / Илӯлуӽ) — город в штате Аляска, расположенный на островах Уналашка и Амакнак в Алеутском архипелаге. В городе проживает 4 254 человек (2020).
60 % населения города сосредоточены на острове Амакнак, хотя он составляет всего лишь 3 % от общей площади города. На острове расположены практически все портовые сооружения и аэропорт. Уналашка и Амакнак соединены мостом, перекинутым через Датч-Харбор (англ. — Голландская гавань). Место было названо так русскими моряками, поскольку они сочли, что первыми до них здесь уже побывали голландские корабли.

## История

### Русская Америка
Остров Уналашка был открыт Витусом Ионассеном Берингом в 1741 году. До второй половины XVIII века острова Уналашка и Амакнак были заселены в основном только алеутами. Неофициально началом истории города считается 1 августа 1759 года, когда к берегам Уналашки причалил русский путешественник и торговец пушниной Степан Гаврилович Глотов.
В 1763 году на острове вспыхнуло Восстание алеутов Лисьей гряды. Алеуты уничтожили 4 российских торговых судна «Святой Иоанн», «Святые Захарий и Елизавета» купцов Кульковых и галиоты «Святой Николай» и «Святая Троица» компании Трапезникова. Было убито 162 промышленника. Год спустя командир корабля «Святые Пётр и Павел» Иван Соловьёв обнаружил на острове следы уничтоженной русской артели. В июне 1765 года к Соловьёву присоединился Коровин с остатками экипажа «Святой Троицы». Совместно они устроили карательный рейд, в ходе которого было убито не менее 5 тысяч алеутов.

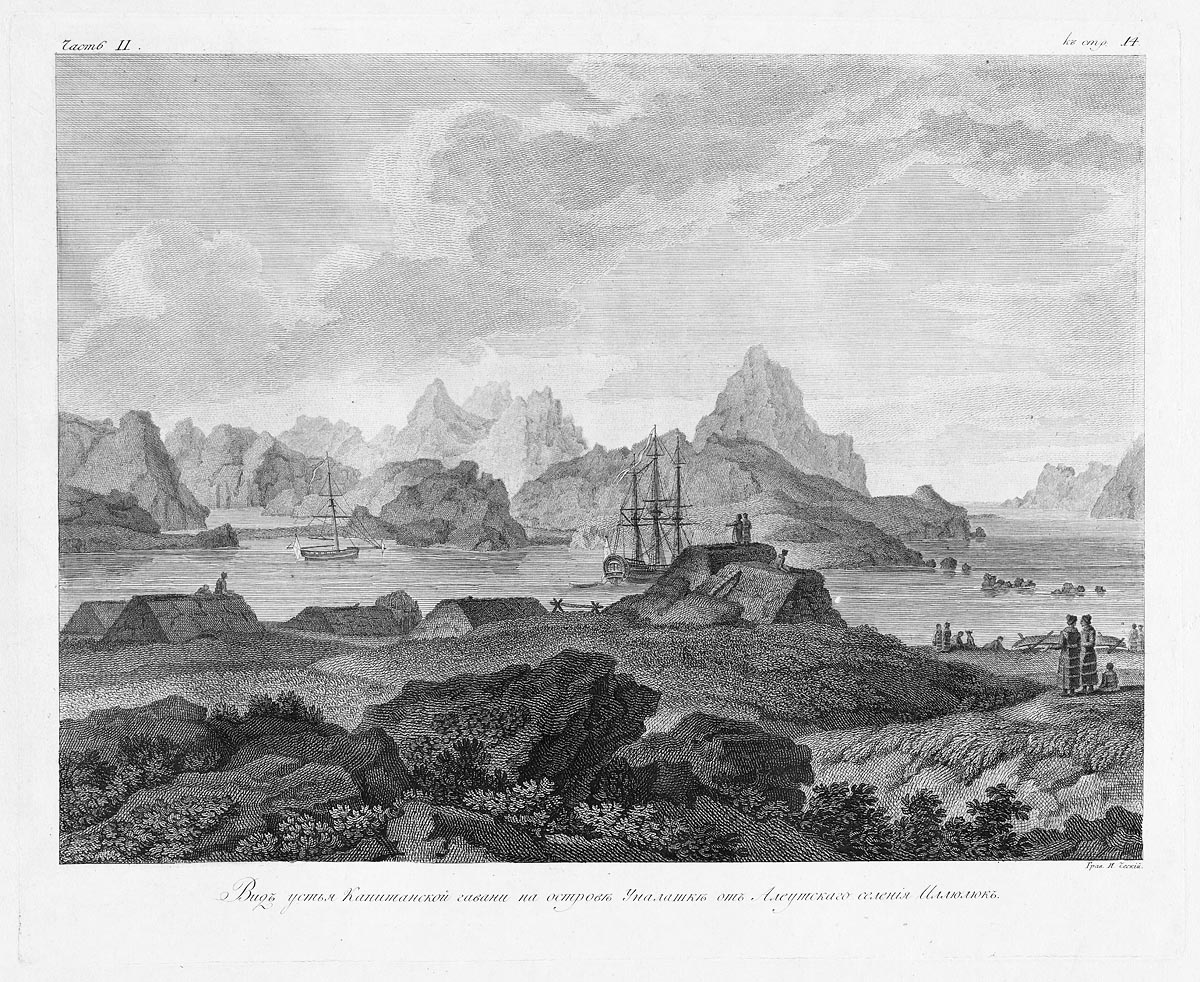
Гавриил Андреевич Сарычев. Вид Капитанской гавани острова Уналашка. Конец XVIII века

В 1768 году Уналашка стал основным российским портом в регионе, через который осуществлялась торговля пушниной. В 1772 году Соловьёв основывает на Уналашке в так называемой «Голландской гавани» (Датч-Харбор) постоянное русское поселение. В 1778 году его посещает экспедиция Кука в составе кораблей «Резолюшн» и «Дискавери». В Уналашке купец Герасим Григорьевич Измайлов встретился с Куком и подарил ему меркаторскую карту здешних морей.
В 1796 году основывается Российско-американская компания, и Уналашка становится её основной базой. В 1825 году была построена русская православная церковь Вознесения Господня. Основатель прихода, Иннокентий (Вениаминов), создал при помощи местных жителей первую алеутскую письменность и перевёл на алеутский язык Библию. К тому времени из всего населения острова, составлявшего более тысячи человек, алеутами были не более 300. В 1836 году на острове разразилась эпидемия кори, ветрянки и коклюша, в ходе которой погибла значительная часть жителей.

### В составе США

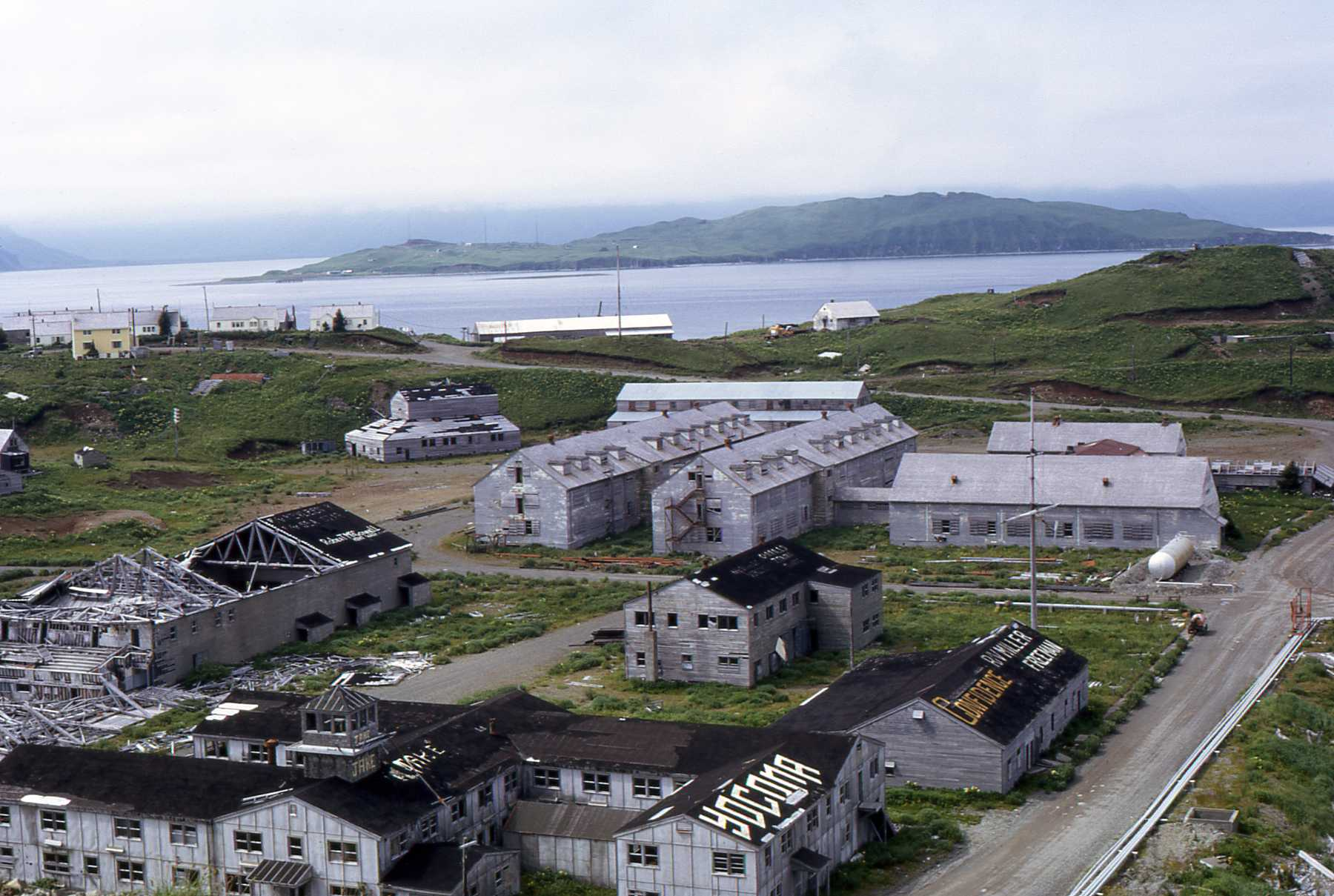
Брошенные строения и бараки бывшей военно-морской базы «Датч-Харбор» ВМС США (август 1972 г.)

18 октября 1867 года город в составе всей русской колонии был передан Соединённым Штатам. После передачи Аляски Российско-американская компания закрылась, а на её место в Уналашку пришла Аляскинская коммерческая компания. В 1880 году Методистская церковь открыла в Уналашке больницу и школу для сирот.
В 1940 году Датч-Харбор становится военно-морским портом ВМС США. Летом 1942 года остров в течение нескольких дней подвергался атакам японской авиации, а впоследствии местные жители были эвакуированы на юго-восток Аляски до самого окончания войны.
Вскоре после войны военная база была покинута. Строения и бараки длительное время оставались заброшенными, пока в 1970-е годы с развитием крабовой ловли многие из них не были переоборудованы под склады, промышленные или жилые помещения силами местных жителей. В конце 80-х годов правительство США наконец профинансировало очистку брошенного форта и вся его территория перешла под коммерческое использование. Для коммерческих нужд также была трансформирована и взлетно-посадочная полоса бывшей военной базы.
В результате порт стал бурно развиваться, наращивая производство, и к 1981 году вышел в лидеры среди американских портов по добыче и обработке крабовых.

## Демография
По данным переписи 2020 года население Уналашки составляет 4254 человек.
По данным переписи 2010 года население Уналашки составляет 4376 человек. В городе 1106 домов. Белые составляют 39,20 % населения, 6,90 % — афроамериканцы, 6,10 % — коренные жители, 32,60 % — азиаты, 2,20 % — выходцы с тихоокеанских островов, 7,40 % — прочие расы и 5,60 % — дети от смешанных браков.
Среднегодовой доход на душу населения — $24 676; на одну семью — $80 829. 12 % населения живёт за чертой бедности, причём 3 % не достигли 18 лет.
Потомки русских иммигрантов составляют на острове незначительную часть населения, поскольку с закрытием Российско-американской компании русские в большинстве своем вернулись на Родину. Тем не менее, миссионерская деятельность священников православной церкви не осталась бесследной. Практически все проживающие в городе алеуты — православные; и с самого 1825 года в Церкви Вознесения Господня по воскресеньям регулярно проводятся службы. В начале 90-х церковь закрылась на реконструкцию, но в 1995 службы возобновились.

## Экономика

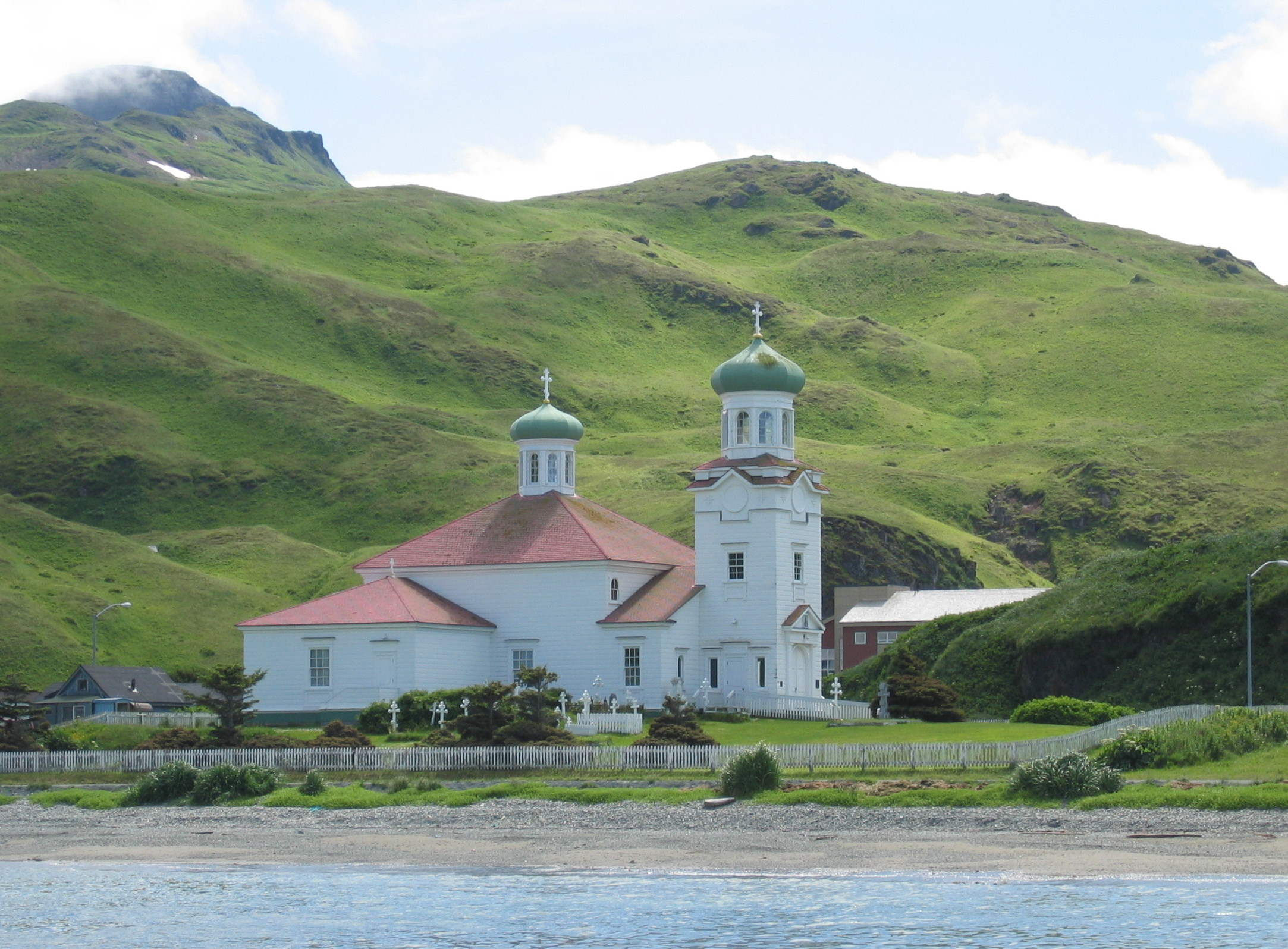
Церковь Вознесения Господня

С 1970-х годов крабовый промысел является основной статьёй доходов города. Порт Уналашки (Датч-Харбор), основанный ещё русскими моряками, является основным портом крабового промысла в Беринговом море. На протяжении 19 лет (1981—2000 годы) Датч-Харбор лидировал среди рыболовных портов США по количеству пойманной и обрабатываемой рыбы и краба. До 2000 года порт также являлся лидером по прибыли среди рыболовных портов. Впрочем, в 2001 году порт Уналашки уступил первое место порту Нью-Бедфорд, Массачусетс.
Разрабатывается программа по замене дизельного флота рыболовных судов на корабли, использующие в качестве топлива рыбий жир. Проблема экономии топлива является крайне актуальной для региона, поскольку доставка дизельного топлива на остров требует больших затрат, в то время, как ежегодно в рыбообрабатывающих цехах города производится 3,5 млн тонн рыбьего жира.

### Туризм
Несмотря на свою удаленность от большой земли, местность пользуется популярностью среди туристов, в основном американцев и канадцев. Путешествие на Уналашку — это, по большей части, любование красотами и спортивная рыбалка. В Уналашке 6 рыболовных компаний, которые сдают в аренду свои катера специально для туристов. Судно можно зафрахтовать на час или на целый день. Очень популярны 15 — 20-минутные экскурсии на одномоторных самолетах.
На острове три гостиницы, причем самая большая, Grand Aleutian Hotel, — на 100 номеров.

## География

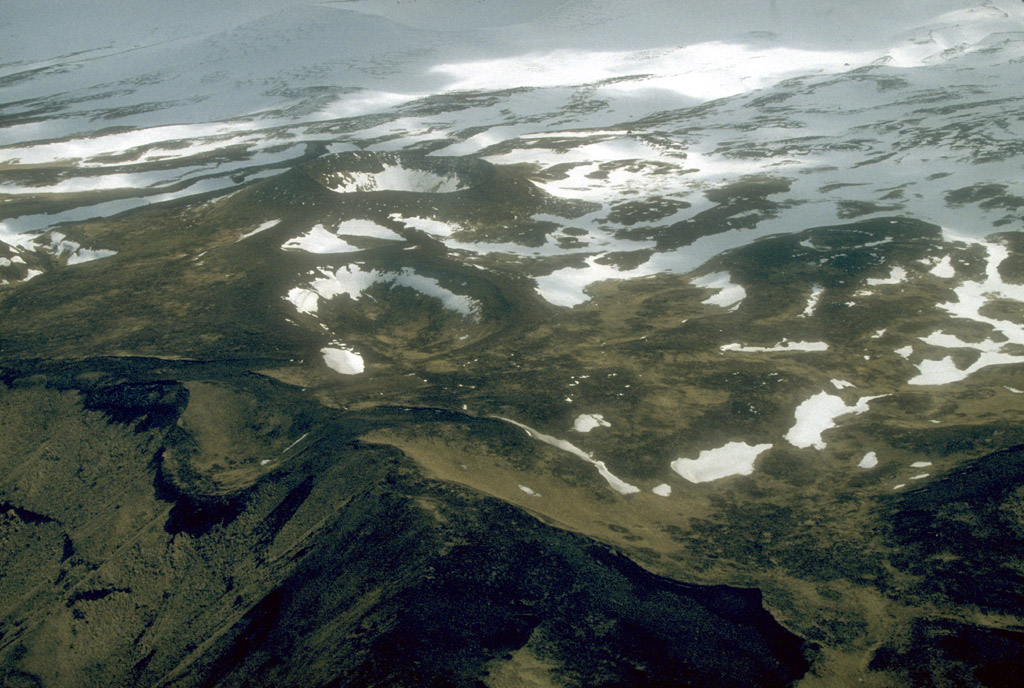
Вулкан Макушина

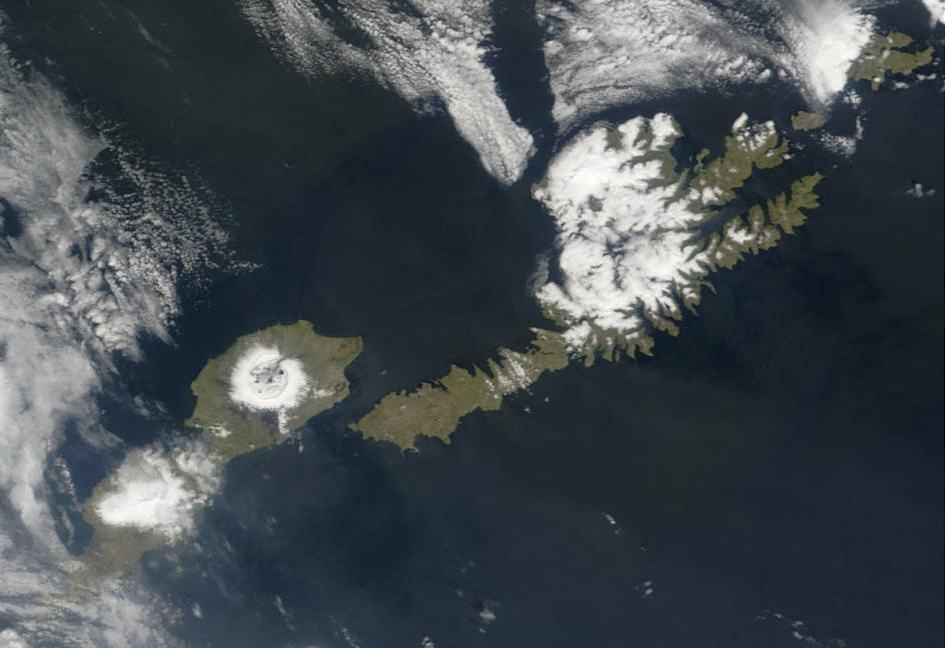
Спутниковый снимок островов Унамак (слева) и Уналашка (справа)

Согласно данным бюро переписи населения США город занимает общую площадь в 549.9 квадратных километра, 287,5 из которых занимает суша и 262,4 (47.71 %) — вода.
На острове расположен вулкан Макушина высотой 2036 метра. Хоть сам вулкан и не вполне виден, пар, поднимающийся из его жерла можно заметить из города в редкий ясный день. Его покрытую снегом вершину можно рассмотреть взобравшись на один из небольших холмов таких как пик Пирамида (Pyramid Peak), или гора Ньюхол (Mount Newhall).

## Климат
В Уналашке океанический климат с незначительной годовой разницей температур, большим количеством осадков и высокой влажностью. Большую часть времени город накрыт туманом. Постоянно дует ветер, временами достигая скорости в 28 м/с. Зима долгая, но мягкая и по температурным показателям сопоставима с зимой в Краснодаре. Лето короткое и прохладное; дневные температуры редко превышают отметку 15 °C. Минимальная температура за всю историю метеонаблюдений составила −15 °C, а максимальная достигла 26 °C. Местность считается одной из самых влажных и дождливых в США: около 250 дней в году идёт дождь либо мокрый снег.
| Показатель           | Янв. | Фев. | Март | Апр. | Май | Июнь | Июль | Авг. | Сен. | Окт. | Нояб. | Дек. | Год  |
| -------------------- | ---- | ---- | ---- | ---- | --- | ---- | ---- | ---- | ---- | ---- | ----- | ---- | ---- |
| Средний максимум, °C | 2,7  | 2,9  | 3,7  | 4,9  | 7,8 | 10,9 | 13,8 | 14,9 | 12,2 | 8,5  | 5,9   | 3,9  | 7,7  |
| Средний минимум, °C  | −2,2 | −2,4 | −2,1 | −0,3 | 2,6 | 5,5  | 7,8  | 8,7  | 6,4  | 2,9  | 0,1   | −0,9 | 2,2  |
| Норма осадков, мм    | 157  | 173  | 131  | 103  | 120 | 73   | 55   | 65   | 142  | 199  | 173   | 174  | 1565 |
| Источник:            |      |      |      |      |     |      |      |      |      |      |       |      |      |

## Транспорт

### Внутреннее сообщение
Город покрыт сетью дорог общей протяженностью 61 км, из которых 10 км — с асфальтовым покрытием. Поскольку прямое автомобильное сообщение с материком и другими островами (кроме Амакнака) отсутствует, основную транспортную роль играют порт Датч-Харбор и аэропорт. Они расположены на острове Амакнак, соединенном с Уналашкой автомобильным мостом. Порт Датч-Харбор выполняет больше промышленную функцию, нежели транспортную. Воротами на материк является в основном аэропорт.

### Аэропорт Датч-Харбор
После передачи всех оставшихся к тому времени не разрушенными сооружений бывшей военно-морской базы ВМС США «Датч-Харбор» в 1980-х под коммерческое использование отошла и взлетно-посадочная полоса базы.
После прекращения полетов крупнейшего на Аляске авиаперевозчика Alaska Airlines в Уналашку в 2004 году местный аэропорт Датч Харбор обслуживает единственная авиакомпания — PenAir (Peninsula Airlines), код-шеринговый партнёр Alaska Airlines. Регулярные рейсы осуществляются в Анкоридж, Джуно и некоторые другие города Аляски. Кроме того, самолёты PenAir выполняют полеты и в Россию: в Анадырь и посёлок Провидения. Аэропорт расположен на острове Амакнак. Оснащен асфальтовой ВПП длиной 1 189 метров.

## Искусство

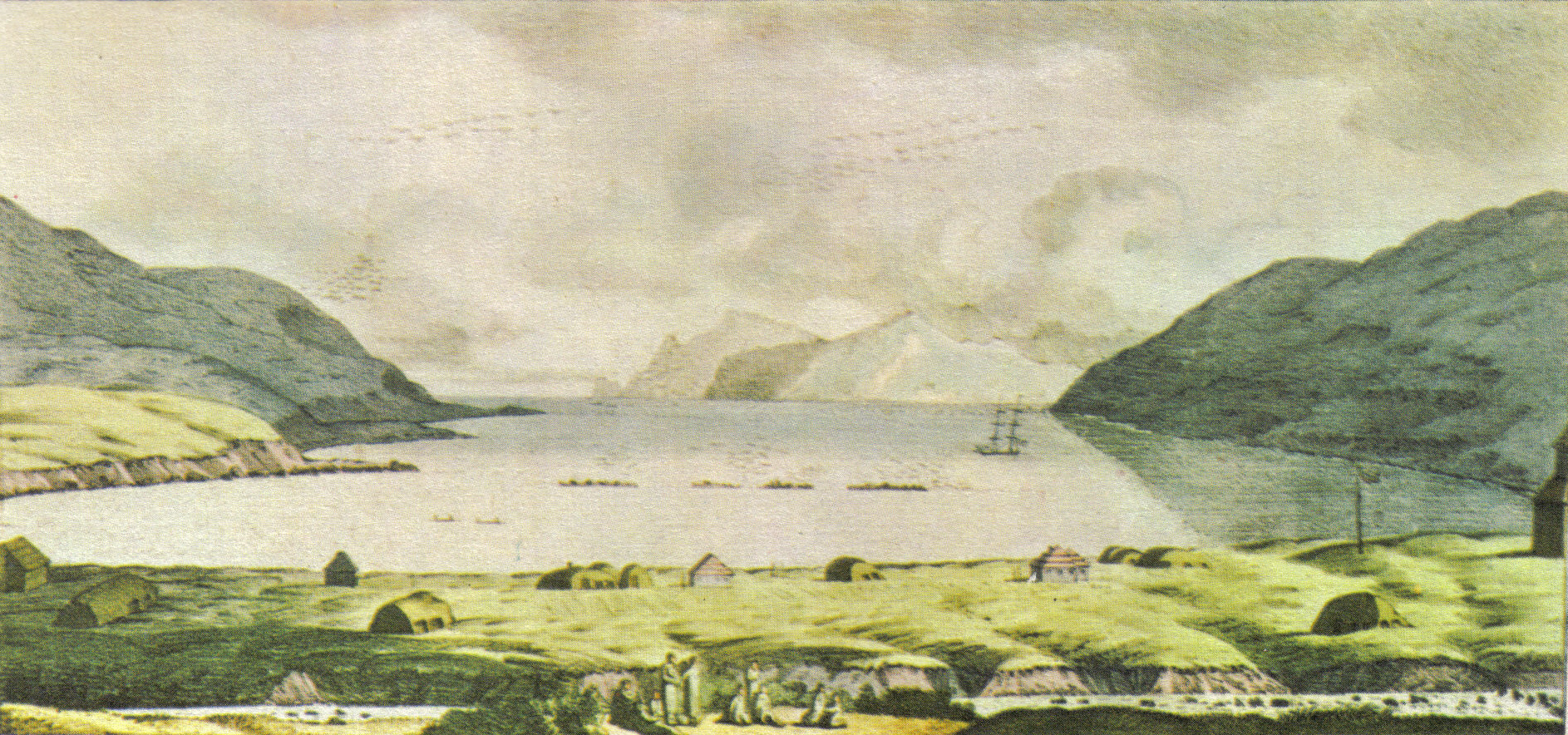
Порт Уналашки, Логгин Андреевич Хорис

- Совершая кругосветную экспедицию на борту брига «Рюрик», Логгин Андреевич Хорис зарисовал вид на бухту Уналашки летом 1816 года.